# El Azuzul
El Azuzul è un sito archeologico olmeco situato nello stato di Veracruz in Messico, a qualche kilometro di distanza da San Lorenzo Tenochtitlán, datato intorno al 1100 - 800 a.C. Il nome El Azuzul proviene dal ranch situato vicino, e fa parte del complesso Loma del Zapote.

## Arte monumentale
Ad El Azuzul sono state ritrovate due statue scolpite (ora al museo di antropologia di Xalapa). Le statue vennero trovate sul lato meridionale della piramide del sito, intatte sin dalla loro creazione nel periodo pre-classico.
Le statue, descritte come "due dei più grandiosi esempi di arte olmeca", sono due figure umane rappresentate nella stessa posizione seduta in maniera quasi identica. Alcuni ricercatori asseriscono che questi "gemelli" sono precursori degli eroi gemelli del Popol Vuh, Gli ornamenti dei capelli sono stati mutilati probabilmente per togliere dei segni identificativi.
La statua che si affaccia ai due umani è la rappresentazione di un felino, generalmente identificata come un giaguaro. La statua è alta 120 centimetri. Un'altra statua simile a questa, alta 160 centimetri, è stata ritrovata a qualche metro di distanza, verso nord-est. Queste due statue mostrano dei segni che portano a pensare che possano essere state scolpite più volte.

## Strutture
Oltre alla grande piramide/collina, vi sono un sacbé costruito lungo il percorso d'acqua, forse con lo scopo di funzionare come un argine. Ad El Azuzul vi sono anche altre strutture che sono ancora sotterrate o nascoste dalla giungla.

## Galleria d'immagini

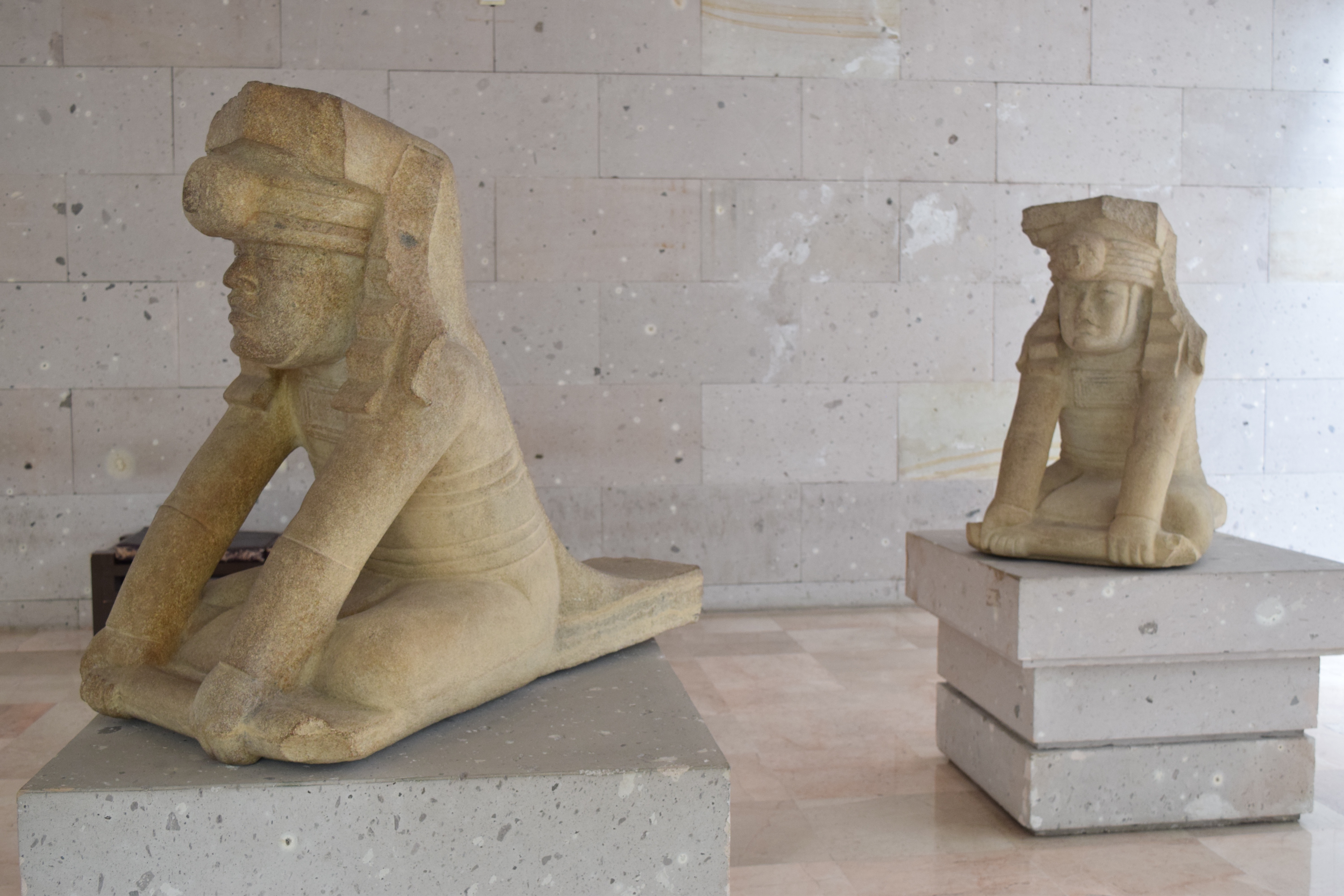
Sculture l "gemelli" ad El Azuzul.
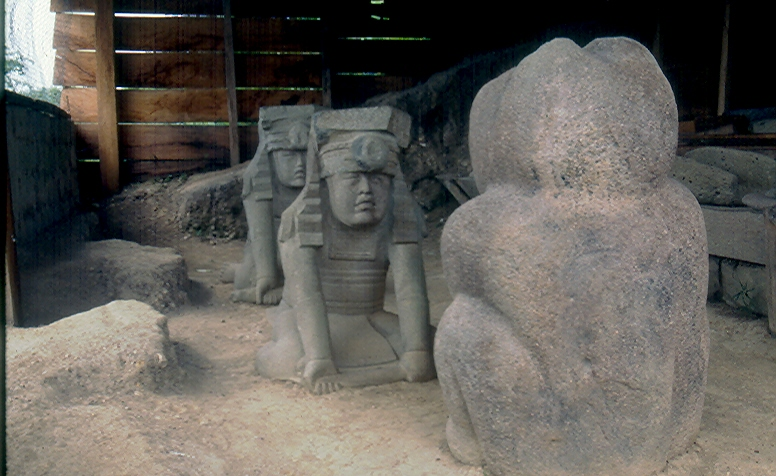
Una foto delle sculture in situ come vennero scoperte. In seguito sono state portate a Xalapa.